# Fântânele (okręg Alba)
Fântânele – wieś w Rumunii, w okręgu Alba, w gminie Ceru-Băcăinți. W 2011 roku liczyła 8 mieszkańców.